# Davis Cup 2006
Der Wettbewerb der Tennisnationalmannschaften im Herrentennis wurde im Jahr 2006 zum 95. Mal ausgetragen. In der von den 16 Teams, die in der Hauptrunde (Weltgruppe) gestartet waren blieben zu Jahresende Russland und Argentinien übrig. Vom 1. bis zum 3. Dezember wurde das Endspiel in Moskau ausgetragen, das Russland mit 3:2 gewann.

## Die Mannschaften

### Weltgruppe
| - Argentinien - Australien - Chile - Deutschland | - Frankreich - Kroatien - Niederlande - Österreich | - Rumänien - Russland - Schweden - Schweiz | - Slowakei - Spanien - Belarus - USA |

### Relegationsrunde
| - Belgien - Brasilien | - Italien - Thailand | - Südkorea - Mexiko | - Serbien und Montenegro - Tschechische Republik |

### Amerikazone
| - Ecuador | - Venezuela | - Peru | - Kanada |

### Europa-/Afrikazone
| - Großbritannien - Israel | - Luxemburg - Marokko | - Portugal | - Ukraine |

### Ozeanien-/Asienzone
| - Indien - Japan | - Pakistan - Taiwan | - Usbekistan | - Volksrepublik China |

## Ergebnisse

### Weltgruppe
|  | 1. Runde 10.–12. Februar | 1. Runde 10.–12. Februar | 1. Runde 10.–12. Februar |                    |             | Viertelfinale 7.–9. April | Viertelfinale 7.–9. April | Viertelfinale 7.–9. April |  |  | Halbfinale 22.–24. September | Halbfinale 22.–24. September | Halbfinale 22.–24. September |  |  | Finale 1.–3. Dezember | Finale 1.–3. Dezember | Finale 1.–3. Dezember |
|  |                          |                          |                          |                    |             |                           |                           |                           |  |  |                              |                              |                              |  |  |                       |                       |                       |
|  | Kroatien                 | Kroatien                 | 3                        |                    |             |                           |                           |                           |  |  |                              |                              |                              |  |  |                       |                       |                       |
|  | Osterreich               | Österreich               | 2                        |                    |             |                           |                           |                           |  |  |                              |                              |                              |  |  |                       |                       |                       |
|  | Osterreich               | Österreich               | 2                        | Kroatien           | Kroatien    | 2                         |                           |                           |  |  |                              |                              |                              |  |  |                       |                       |                       |
|  |                          |                          |                          | Kroatien           | Kroatien    | 2                         |                           |                           |  |  |                              |                              |                              |  |  |                       |                       |                       |
|  |                          |                          | Argentinien              | Argentinien        | 3           |                           |                           |                           |  |  |                              |                              |                              |  |  |                       |                       |                       |
|  | Argentinien              | Argentinien              | Argentinien              | Argentinien        | 3           | 5                         |                           |                           |  |  |                              |                              |                              |  |  |                       |                       |                       |
|  | Argentinien              | Argentinien              |                          |                    |             | 5                         |                           |                           |  |  |                              |                              |                              |  |  |                       |                       |                       |
|  | Schweden                 | Schweden                 | 0                        |                    |             |                           |                           |                           |  |  |                              |                              |                              |  |  |                       |                       |                       |
|  | Schweden                 | Schweden                 | 0                        | Argentinien        | Argentinien | 5                         |                           |                           |  |  |                              |                              |                              |  |  |                       |                       |                       |
|  |                          |                          |                          | Argentinien        | Argentinien | 5                         |                           |                           |  |  |                              |                              |                              |  |  |                       |                       |                       |
|  |                          | Australien               | Australien               | 0                  |             |                           |                           |                           |  |  |                              |                              |                              |  |  |                       |                       |                       |
|  | Spanien                  | Australien               | Australien               | 0                  | Spanien     | 1                         |                           |                           |  |  |                              |                              |                              |  |  |                       |                       |                       |
|  | Spanien                  |                          |                          |                    | Spanien     | 1                         |                           |                           |  |  |                              |                              |                              |  |  |                       |                       |                       |
|  | Belarus 1995             | Belarus                  | 4                        |                    |             |                           |                           |                           |  |  |                              |                              |                              |  |  |                       |                       |                       |
|  | Belarus 1995             | Belarus                  | 4                        | Belarus 1995       | Belarus     | 0                         |                           |                           |  |  |                              |                              |                              |  |  |                       |                       |                       |
|  |                          |                          |                          | Belarus 1995       | Belarus     | 0                         |                           |                           |  |  |                              |                              |                              |  |  |                       |                       |                       |
|  |                          |                          | Australien               | Australien         | 5           |                           |                           |                           |  |  |                              |                              |                              |  |  |                       |                       |                       |
|  | Australien               | Australien               | Australien               | Australien         | 5           | 3                         |                           |                           |  |  |                              |                              |                              |  |  |                       |                       |                       |
|  | Australien               | Australien               |                          |                    |             |                           |                           |                           |  |  |                              |                              |                              |  |  |                       |                       |                       |
|  | Schweiz                  | Schweiz                  | 2                        |                    |             |                           |                           |                           |  |  |                              |                              |                              |  |  |                       |                       |                       |
|  | Schweiz                  | Schweiz                  | 2                        | Argentinien        | Argentinien | 2                         |                           |                           |  |  |                              |                              |                              |  |  |                       |                       |                       |
|  |                          |                          |                          |                    |             |                           |                           |                           |  |  |                              |                              |                              |  |  |                       |                       |                       |
|  |                          | Russland                 | Russland                 | 3                  |             |                           |                           |                           |  |  |                              |                              |                              |  |  |                       |                       |                       |
|  | Deutschland              | Russland                 | Russland                 | 3                  | Deutschland | 2                         |                           |                           |  |  |                              |                              |                              |  |  |                       |                       |                       |
|  | Deutschland              |                          |                          |                    | Deutschland | 2                         |                           |                           |  |  |                              |                              |                              |  |  |                       |                       |                       |
|  | Frankreich               | Frankreich               | 3                        |                    |             |                           |                           |                           |  |  |                              |                              |                              |  |  |                       |                       |                       |
|  | Frankreich               | Frankreich               | 3                        | Frankreich         | Frankreich  | 1                         |                           |                           |  |  |                              |                              |                              |  |  |                       |                       |                       |
|  |                          |                          |                          | Frankreich         | Frankreich  | 1                         |                           |                           |  |  |                              |                              |                              |  |  |                       |                       |                       |
|  |                          |                          | Russland                 | Russland           | 4           |                           |                           |                           |  |  |                              |                              |                              |  |  |                       |                       |                       |
|  | Niederlande              | Niederlande              | Russland                 | Russland           | 4           | 0                         |                           |                           |  |  |                              |                              |                              |  |  |                       |                       |                       |
|  | Niederlande              | Niederlande              |                          |                    |             | 0                         |                           |                           |  |  |                              |                              |                              |  |  |                       |                       |                       |
|  | Russland                 | Russland                 | 5                        |                    |             |                           |                           |                           |  |  |                              |                              |                              |  |  |                       |                       |                       |
|  | Russland                 | Russland                 | 5                        | Russland           | Russland    | 3                         |                           |                           |  |  |                              |                              |                              |  |  |                       |                       |                       |
|  |                          |                          |                          | Russland           | Russland    | 3                         |                           |                           |  |  |                              |                              |                              |  |  |                       |                       |                       |
|  |                          | Vereinigte Staaten       | USA                      | 2                  |             |                           |                           |                           |  |  |                              |                              |                              |  |  |                       |                       |                       |
|  | Rumänien                 | Vereinigte Staaten       | USA                      | 2                  | Rumänien    | 1                         |                           |                           |  |  |                              |                              |                              |  |  |                       |                       |                       |
|  | Rumänien                 |                          |                          |                    |             |                           |                           |                           |  |  |                              |                              |                              |  |  |                       |                       |                       |
|  | Vereinigte Staaten       | USA                      | 4                        |                    |             |                           |                           |                           |  |  |                              |                              |                              |  |  |                       |                       |                       |
|  | Vereinigte Staaten       | USA                      | 4                        | Vereinigte Staaten | USA         | 3                         |                           |                           |  |  |                              |                              |                              |  |  |                       |                       |                       |
|  |                          |                          |                          | Vereinigte Staaten | USA         | 3                         |                           |                           |  |  |                              |                              |                              |  |  |                       |                       |                       |
|  |                          |                          | Chile                    | Chile              | 2           |                           |                           |                           |  |  |                              |                              |                              |  |  |                       |                       |                       |
|  | Chile                    | Chile                    | Chile                    | Chile              | 2           | 4                         |                           |                           |  |  |                              |                              |                              |  |  |                       |                       |                       |
|  | Chile                    | Chile                    |                          |                    |             |                           |                           |                           |  |  |                              |                              |                              |  |  |                       |                       |                       |
|  | Slowakei                 | Slowakei                 | 1                        |                    |             |                           |                           |                           |  |  |                              |                              |                              |  |  |                       |                       |                       |

Achtelfinale
| Datum           | Heimmannschaft     | Ergebnis | Gastmannschaft | Spielort         |
| --------------- | ------------------ | -------- | -------------- | ---------------- |
| 10.–12. Februar | Österreich         | 2:3      | Kroatien       | Unterpremstätten |
| 10.–12. Februar | Argentinien        | 5:0      | Schweden       | Buenos Aires     |
| 10.–12. Februar | Belarus            | 4:1      | Spanien        | Minsk            |
| 10.–12. Februar | Schweiz            | 2:3      | Australien     | Genf             |
| 10.–12. Februar | Deutschland        | 2:3      | Frankreich     | Halle (Westf.)   |
| 10.–12. Februar | Niederlande        | 0:5      | Russland       | Amsterdam        |
| 10.–12. Februar | Vereinigte Staaten | 4:1      | Rumänien       | La Jolla         |
| 10.–12. Februar | Chile              | 4:1      | Slowakei       | Rancagua         |

Viertelfinale
| Datum       | Heimmannschaft     | Ergebnis | Gastmannschaft | Spielort      |
| ----------- | ------------------ | -------- | -------------- | ------------- |
| 7.–9. April | Kroatien           | 2:3      | Argentinien    | Zagreb        |
| 7.–9. April | Australien         | 5:0      | Belarus        | Melbourne     |
| 7.–9. April | Frankreich         | 1:4      | Russland       | Pau           |
| 7.–9. April | Vereinigte Staaten | 3:2      | Chile          | Rancho Mirage |

Halbfinale
| Datum             | Heimmannschaft | Ergebnis | Gastmannschaft     | Spielort     |
| ----------------- | -------------- | -------- | ------------------ | ------------ |
| 22.–24. September | Argentinien    | 5:0      | Australien         | Buenos Aires |
| 22.–24. September | Russland       | 3:2      | Vereinigte Staaten | Moskau       |

Finale
| Datum          | Heimmannschaft | Ergebnis | Gastmannschaft | Spielort |
| -------------- | -------------- | -------- | -------------- | -------- |
| 1.–3. Dezember | Russland       | 3:2      | Argentinien    | Moskau   |

### Relegationsrunde
| Datum             | Heimmannschaft | Ergebnis | Gastmannschaft         | Spielort       |
| ----------------- | -------------- | -------- | ---------------------- | -------------- |
| 22.–24. September | Österreich     | 5:0      | Mexiko                 | Pörtschach     |
| 22.–24. September | Deutschland    | 4:1      | Thailand               | Düsseldorf     |
| 22.–24. September | Niederlande    | 1:4      | Tschechien             | Leiden         |
| 22.–24. September | Rumänien       | 4:1      | Südkorea               | Bukarest       |
| 22.–24. September | Slowakei       | 2:3      | Belgien                | Bratislava     |
| 22.–24. September | Spanien        | 4:1      | Italien                | Santander      |
| 22.–24. September | Brasilien      | 1:3      | Schweden               | Belo Horizonte |
| 22.–24. September | Schweiz        | 4:1      | Serbien und Montenegro | Genf           |

- Österreich, Deutschland, Tschechien, Rumänien, Belgien, Spanien, Schweden, Schweiz für die Weltgruppe qualifiziert.

### Amerikazone
Erste Runde
| Datum           | Heimmannschaft | Ergebnis | Gastmannschaft | Spielort |
| --------------- | -------------- | -------- | -------------- | -------- |
| 10.–12. Februar | Brasilien      | 3:2      | Peru           | Asia     |
| 10.–12. Februar | Venezuela      | 1:4      | Mexiko         | Maracaya |

Zweite Runde
| Datum       | Heimmannschaft | Ergebnis | Gastmannschaft | Spielort     |
| ----------- | -------------- | -------- | -------------- | ------------ |
| 7.–9. April | Ecuador        | 0:4      | Brasilien      | Cuenca       |
| 7.–9. April | Mexiko         | 4:1      | Kanada         | Mexiko-Stadt |

- Brasilien und Mexiko für Relegation qualifiziert

### Europa-/Afrikazone
Erste Runde
| Datum           | Heimmannschaft | Ergebnis | Gastmannschaft         | Spielort       |
| --------------- | -------------- | -------- | ---------------------- | -------------- |
| 10.–12. Februar | Luxemburg      | 4:1      | Portugal               | Esch           |
| 10.–12. Februar | Israel         | 1:4      | Serbien und Montenegro | Ramat Hasharon |

Zweite Runde
| Datum       | Heimmannschaft | Ergebnis | Gastmannschaft         | Spielort        |
| ----------- | -------------- | -------- | ---------------------- | --------------- |
| 7.–9. April | Marokko        | 0:5      | Tschechien             | Oudja           |
| 7.–9. April | Italien        | 5:0      | Luxemburg              | Torre del Greco |
| 7.–9. April | Großbritannien | 2:3      | Serbien und Montenegro | Glasgow         |
| 7.–9. April | Ukraine        | 1:4      | Belgien                | Kiew            |

- Tschechien, Italien, Serbien und Montenegro und Belgien waren damit für die Relegation qualifiziert.

### Ozeanien-/Asienzone
Erste Runde
| Datum           | Heimmannschaft | Ergebnis | Gastmannschaft      | Spielort  |
| --------------- | -------------- | -------- | ------------------- | --------- |
| 10.–12. Februar | Südkorea       | 4:1      | Indien              | Changwon  |
| 10.–12. Februar | Taiwan         | 3:2      | Pakistan            | Taipei    |
| 10.–12. Februar | Japan          | 5:0      | Volksrepublik China | Osaka     |
| 10.–12. Februar | Usbekistan     | 2:3      | Thailand            | Taschkent |

Zweite Runde
| Datum       | Heimmannschaft | Ergebnis | Gastmannschaft | Spielort |
| ----------- | -------------- | -------- | -------------- | -------- |
| 7.–9. April | Taiwan         | 1:4      | Südkorea       | Taipei   |
| 7.–9. April | Thailand       | 3:2      | Japan          | Bangkok  |

- Südkorea und Thailand qualifizierten sich für die Relegation.

## Spielberichte der Weltgruppe

### Achtelfinale
Österreich – Kroatien 2:3
- Jürgen Melzer – Mario Ančić 7:6, 7:6, 4:6, 4:6, 3:6
- Stefan Koubek – Ivan Ljubičić 2:6, 2:6, 4:6
- Julian Knowle/Jürgen Melzer – Mario Ančić/Ivan Ljubičić 6:3, 6:3, 4:6, 4:6, 6:8
- Alexander Peya – Ivan Cerović 4:6, 6:2, 6:4
- Stefan Koubek – Marin Čilić 6:1, 7:5

 Argentinien – Schweden 5:0
- David Nalbandian – Robin Söderling 3:6, 6:2, 6:4, 6:1
- José Acasuso – Thomas Johansson 6:1, 6:1, 6:3
- David Nalbandian/Agustín Calleri – Jonas Björkman/Simon Aspelin 6:2, 7:6, 2:6, 6:4
- Juan Ignacio Chela – Thomas Johansson 6:4, 6:1
- José Acasuso – Jonas Björkman 6:0, 6:1

Belarus – Spanien 4:1
- Maks Mirny – Tommy Robredo 6:3, 6:7, 6:3, 6:3
- Uladsimir Waltschkou – David Ferrer 6:3,6:4, 6:3
- Maks Mirny/Uladsimir Waltschkou – Feliciano López/Fernando Verdasco 7:6, 6:4, 7:5
- Serguei Tarasewitsch – David Ferrer 2:6, 1:6
- Uladsimir Waltschkou – Tommy Robredo 7:6, 6:3

 Schweiz – Australien 2:3
- Michael Lammer – Peter Luczak 6:1, 3:6, 0:6, 3:6
- Stan Wawrinka – Chris Guccione 7:5, 3:6, 6:4, 7:6
- Yves Allegro/Stan Wawrinka – Wayne Arthurs/Paul Hanley 6:7, 4:6, 6:4, 6:7
- Stan Wawrinka – Peter Luczak 6:4, 6:2, 6:7, 6:2
- George Bastl – Chris Guccione 5:7, 3:6, 6:7

Deutschland – Frankreich 2:3
- Nicolas Kiefer – Sébastien Grosjean 5:7, 6:7, 0:6
- Tommy Haas – Richard Gasquet 6:1, 4:6, 4:6, 7:6, 3:6
- Tommy Haas/Alexander Waske – Arnaud Clément/Michaël Llodra 7:6, 3:6, 4:6, 1:6
- Rainer Schüttler – Arnaud Clément 6:4, 6:3
- Tommy Haas – Michaël Llodra 6:3, 6:3

 Niederlande – Russland 0:5
- Raemon Sluiter – Dmitri Tursunow 7:6, 4:6, 6:7, 6:7
- Melle van Gemerden – Nikolai Dawydenko 6:7, 5:7, 4:6
- Raemon Sluiter/John van Lottum – Igor Andrejew/Michail Juschny 2:6, 6:3, 4:6, 4:6
- Jesse Huta Galung – Igor Andrejew 3:6, 6:4, 6:7
- Melle van Gemerden – Dmitri Tursunow 6:7, 6:7

USA – Rumänien 4:1
- Andy Roddick – Andrei Pavel 7:6, 6:2, 6:7, 2:6, 4:6
- James Blake – Victor Hănescu 6:4, 7:6, 6:2
- Bob Bryan/Mike Bryan – Victor Hănescu/Horia Tecău 6:2 (Aufgabe Hănescu und Tecău)
- Andy Roddick – Răzvan Sabău 6:3, 6:3, 6:2
- James Blake – Horia Tecău 6:1, 7:5

Chile – Slowakei 4:1
- Fernando González – Michal Mertiňák 7:6, 7:6, 6:3
- Nicolás Massú – Dominik Hrbatý 6:7, 6:3, 6.1, 7:6
- Fernando González/Nicolás Massú – Lukáš Lacko/Michal Mertiňák 6:2, 7:5, 3:6, 6:4
- Paul Capdeville – Viktor Bruthans 6:4, 7:5
- Adrián García – Lukáš Lacko 4:6, 1:4 (Aufgabe García)

### Viertelfinale
Kroatien – Argentinien 2:3
- Ivan Ljubičić – Agustín Calleri 6:7, 5:7, 7:6, 6:1, 6:2
- Marin Čilić – David Nalbandian 1:6, 1:6, 2:6
- Marin Čilić/Ivan Ljubičić – José Acasuso/David Nalbandian 4:6, 2:6, 6:3, 4:6
- Ivan Ljubičić – David Nalbandian 6:3, 6:4, 6:4
- Saša Tuksar – Juan Ignacio Chela 6:3, 4:6, 6:7, 6:7

 Australien – Belarus 5:0
- Chris Guccione – Maks Mirny 7:6, 3:6, 7:5, 3:6, 6:4
- Lleyton Hewitt – Uladsimir Waltschkou 6:2, 6:1, 6:2
- Wayne Arthurs/Paul Hanley – Maks Mirny/Uladsimir Waltschkou 3:6, 6:4, 5:7, 6:3, 7:5
- Wayne Arthurs – Serguei Tarasewitsch 7:6, 6:3
- Chris Guccione – Aljaksandr Sotau 6:1, 6:3

 Frankreich – Russland 1:4
- Richard Gasquet – Marat Safin 6:7, 6:4, 3:6, 7:6, 1:6
- Arnaud Clément – Nikolai Dawydenko 6:3, 2:6, 4:6, 6:7
- Arnaud Clément/Michaël Llodra – Dmitri Tursunow/Michail Juschny 6:3, 6:3, 6:7, 5:7, 6:3
- Richard Gasquet – Dmitri Tursunow 1:6, 6:3, 7:6, 4:6, 5:7
- Michaël Llodra – Michail Juschny 2:6, 6:4, 6:7

 USA – Chile 3:2
- James Blake – Fernando González 7:6, 6:0, 6:7, 4:6, 8:10
- Andy Roddick – Nicolás Massú 6:3, 7:6, 7:6
- Bob Bryan/Mike Bryan – Paul Capdeville/Adrián García 6:1, 6:2, 6:4
- Andy Roddick – Fernando González 4:6, 7:5, 6:3, 6:2
- James Blake – Paul Capdeville 3:6, 4:6

### Halbfinale
Argentinien – Australien 5:0
- David Nalbandian – Mark Philippoussis 6:4, 6:3, 6:3
- José Acasuso – Lleyton Hewitt 1:6, 6:4, 4:6, 6:2, 6:1
- David Nalbandian/Agustín Calleri – Wayne Arthurs/Paul Hanley 6:4, 6:4, 7:5
- Agustín Calleri – Paul Hanley 6:0, 6:3
- Juan Ignacio Chela – Wayne Arthurs (Aufgabe Athurs)

Russland – USA 3:2
- Marat Safin – Andy Roddick 6:4, 6:3, 7:6
- Michail Juschny – James Blake 7:5, 1:6, 6:1, 7:5
- Dmitri Tursunow/Michail Juschny – Bob Bryan/Mike Bryan 3:6, 4:6, 2:6
- Dmitri Tursunow – Andy Roddick 6:4, 6:3, 5:7, 3:6, 17:15
- Marat Safin – James Blake 5:7, 6:7

### Finale
| Russland                    | Finale | Argentinien                      |
| --------------------------- | --- | -------------------------------- |
| Russland                    | Datum: 1. Dezember bis 3. Dezember 2006 Ort: Olimpijski, Moskau (Russland) Belag: Teppich (Halle) \| Nikolai Dawydenko \| 6:1, 6:2, 5:7, 6:4 \| Juan Ignacio Chela \| \| Marat Safin \| 4:6, 4:6, 4:6 \| David Nalbandian \| \| Marat Safin Dmitri Tursunow \| 6:2, 6:3, 6:4 \| Agustín Calleri David Nalbandian \| \| Nikolai Dawydenko \| 2:6, 2:6, 6:4, 4:6 \| David Nalbandian \| \| Marat Safin \| 6:3, 3:6, 6:3, 7:65 \| José Acasuso \| Resultat: 3:2 | Argentinien                      |
| Nikolai Dawydenko           | 6:1, 6:2, 5:7, 6:4 | Juan Ignacio Chela               |
| Marat Safin                 | 4:6, 4:6, 4:6 | David Nalbandian                 |
| Marat Safin Dmitri Tursunow | 6:2, 6:3, 6:4 | Agustín Calleri David Nalbandian |
| Nikolai Dawydenko           | 2:6, 2:6, 6:4, 4:6 | David Nalbandian                 |
| Marat Safin                 | 6:3, 3:6, 6:3, 7:65 | José Acasuso                     |